# Желтоголовая кваква
Желтоголовая кваква (лат. Nyctanassa violacea) — птица семейства цаплевых.

## Описание
Желтоголовая кваква достигает длины 55—70 см и массы от 650 до 800 г. Внешне она похожа на обыкновенную квакву (Nycticorax nycticorax), однако значительно стройнее её. Голова относительно большая, а клюв необычно толстый. Оперение тела на верхней стороне преимущественно тёмно-серое с серебристыми краями и бледно-серое на брюхе. Голова чёрная с белым до желтоватого лбом, имеется хохол и белые полосы под глазами. В брачный период цвет лба и щёк меняется на жёлтый, а на затылке вырастают длинные, белые декоративные перья. У птицы красные глаза и короткие, жёлтые ноги. Половой диморфизм отсутствует. Оперение молодых птиц коричневое с белыми или серыми пятнами.

## Распространение
Желтоголовая кваква гнездится на побережье юга США, в Вест-Индии, почти во всей Центральной Америке и на севере Южной Америки. При этом северные популяции считаются перелётными птицами. Птицы предпочитают побережье, мангровые и прибрежные болотистые местности.

## Образ жизни
В более тёплых частях своего ареала желтоголовая кваква — это оседлая птица, тем не менее птицы из северных частей мигрируют зимой в Центральную Америку и на острова Карибского моря. Птицы охотятся в одиночку, терпеливо ожидая свою добычу у края водоёма. Они предпочитают питаться ракообразными, а также амфибиями, насекомыми и моллюсками. Рыба составляет совсем незначительную часть их рациона. Как и обыкновенная кваква, желтоголовая кваква ищет пищу чаще в сумерки. Свои гнёзда из веток и тростника птицы сооружают парами или в свободных колониях. Они гнездятся обычно на деревьях или кустах вблизи водоёмов. Самка откладывает от двух до пяти сине-зелёных яиц. Заботятся о птенцах оба родителя.

## Галерея
- Желтоголовая кваква (Флорида)
- Желтоголовая кваква (Мексика)
- С пойманной добычей (крабом)
- Молодая птица
- В полёте